# Gerda van der Kade-Koudijs
Gerda Johanna Marie Koudijs, coniugata van der Kade (Rotterdam, 29 ottobre 1923 – Almelo, 19 marzo 2015), è stata una lunghista, velocista e ostacolista olandese, campionessa olimpica della staffetta 4×100 metri ai Giochi di Londra 1948.

## Biografia
Ai Giochi olimpici di Londra 1948 vinse la medaglia d'oro nella staffetta 4×100 metri con le connazionali Xenia Stad-de Jong, Nettie Witziers-Timmer e Fanny Blankers-Koen.

## Palmarès
| Anno | Manifestazione  | Sede   | Evento         | Risultato  | Prestazione | Note |
| ---- | --------------- | ------ | -------------- | ---------- | ----------- | ---- |
| 1946 | Europei         | Oslo   | 100 m piani    | 6ª         | 12"4        |      |
| 1946 | Europei         | Oslo   | Salto in lungo | Oro        | 5,67 m      |      |
| 1946 | Europei         | Oslo   | 4×100 m        | Oro        | 47"8        |      |
| 1948 | Giochi olimpici | Londra | 80 m hs        | Semifinale | n/d         |      |
| 1948 | Giochi olimpici | Londra | Salto in lungo | 4ª         | 5,570 m     |      |
| 1948 | Giochi olimpici | Londra | 4×100 m        | Oro        | 47"5        |      |